# Otto Busch (Architekt)

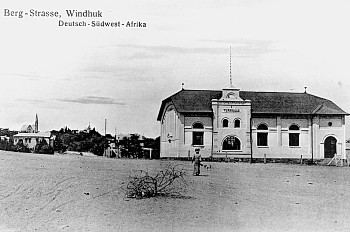
Turnhalle von Otto Busch (1913)

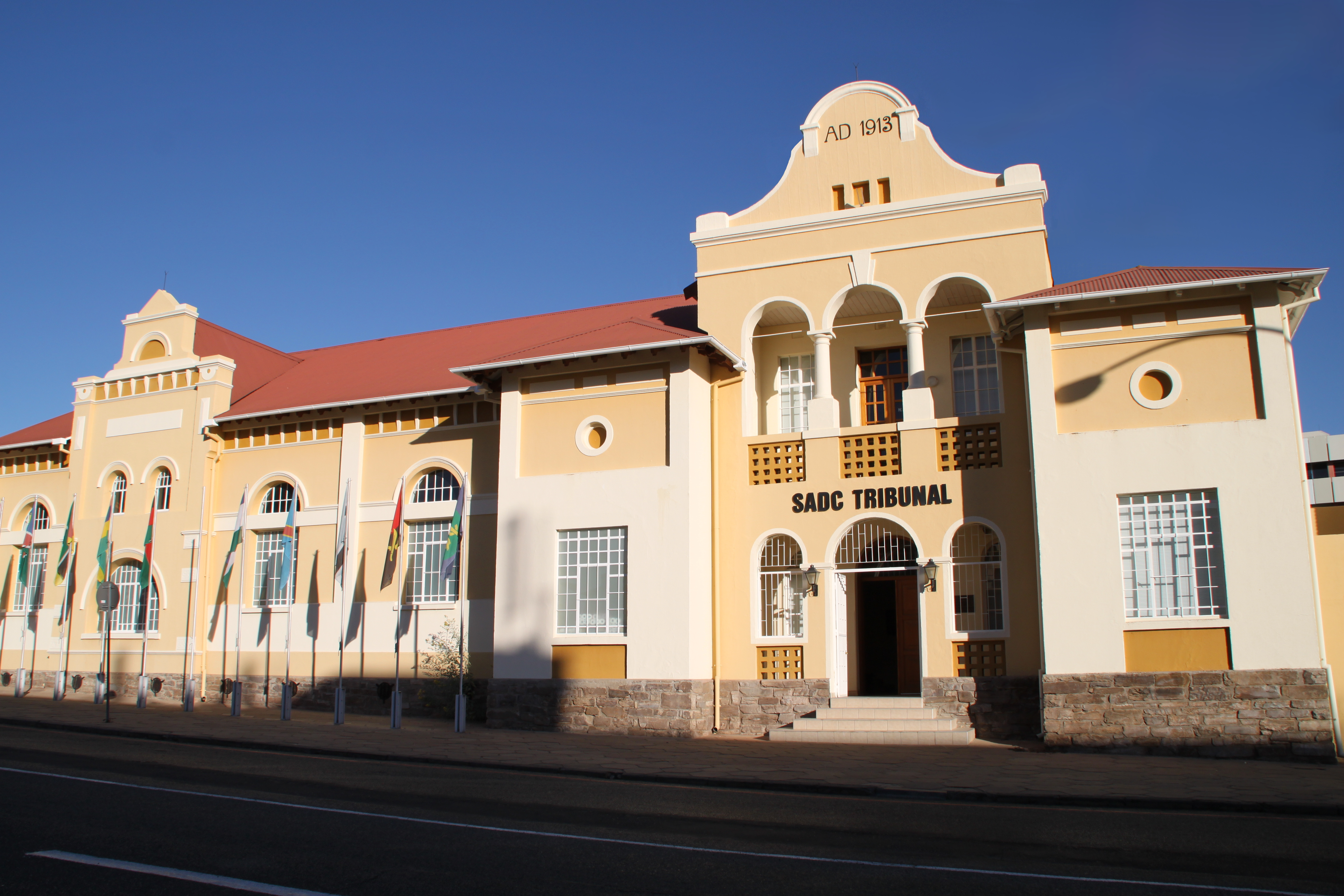
Turnhalle von Otto Busch (2013)

Otto Busch (geb. vor 1899; gest. nach 1914) war ein deutscher Architekt in Deutsch-Südwestafrika, dem heutigen Namibia. Er zählte neben Friedrich Höft, Otto Ertl, Gottlieb Redecker und Wilhelm Sander zu den wichtigsten Architekten und Bauingenieuren der damaligen deutschen Kolonie.
Busch kam 1905 nach Deutsch-Südwestafrika. Er verließ das Land 1914, mit seiner Frau Minna (geb. Schiller) für einen Heimaturlaub. Aufgrund des Ausbruchs des Ersten Weltkriegs in Südwestafrika konnten sie nie mehr zurückkehren.

## Bauten
Busch wurde vor allem durch die Planung und den Bau von prachtvollen Villen im Villenviertel auf dem Schanzenhügel (damals Boysenhügel) in Windhoek bekannt. Insgesamt errichtete er 198 Gebäude, wovon fünf keine Wohnhäuser waren. Zu seinen Bauten zählen:
- Grüner Kranz Kegelbahn (1905)
- Grüner Kranz Halle (1906)
- Villa Kiesewetter (1906)
- Villa Wasserfall (1907)
- Turnhalle (1909)
- August-Stauch-Haus[2]
- Villa Lanwers (1908)[3]
- Kaiserkrone (1909)
- Villenkolonie mit sechs Villen (1913/14)[3]